# Dittico di Probo
Il dittico di Probo è un dittico consolare in avorio del 406, realizzato per il console Anicio Petronio Probo. Il dittico si trova nel Museo del tesoro della cattedrale di Aosta. Il dittico ha la particolarità che entrambe le valve raffigurano l'imperatore regnante, Onorio, e non il console, che è citato solo per nome.
Fu prodotto nel 406 da Anicio Petronio Probo, un nobile senatore romano che in quell'anno ricopriva la carica di console. Si tratta del più antico esempio di dittico consolare conservatosi ed è indicativo di come all'inizio del V secolo ebbe inizio la pratica di produrre e distribuire questi oggetti di lusso da parte degli aristocratici che ricoprivano la carica consolare.
Solitamente i dittici consolari erano prodotti alla fine dell'anno precedente all'assunzione in carica, in modo che potessero essere distribuiti in occasione della cerimonia di insediamento, ma esistono buoni motivi per ritenere che questo esemplare sia stato prodotto nell'estate del 406, dopo la vittoria romana nella battaglia di Fiesole sui Goti di Radagaiso. Il dittico, infatti, non presenta la consueta iconografia del magistrato che lo produsse, ma quella dell'Imperatore comandante militare vittorioso.

## Descrizione
Su entrambe le valve del dittico è raffigurato Onorio come imperator trionfante. L'imperatore è in piedi sotto a un arco, simile all'arco che incornicia la figura di Stilicone nell'omonimo dittico (400 circa), o quella di Teodosio I nel missorio di Teodosio (393), e che richiama l'iconografia imperiale dell'arco del palazzo di Diocleziano a Spalato. Sopra la sua testa corre l'iscrizione D N HONORIO SEMPER AVG, «a Nostro Signore Onorio sempre Augusto», mentre sotto i suoi piedi c'è il nome del committente, PROBVS FAMVLVS V C CONS ORD, «il servitore Probo, uomo chiarissimo, console ordinario».

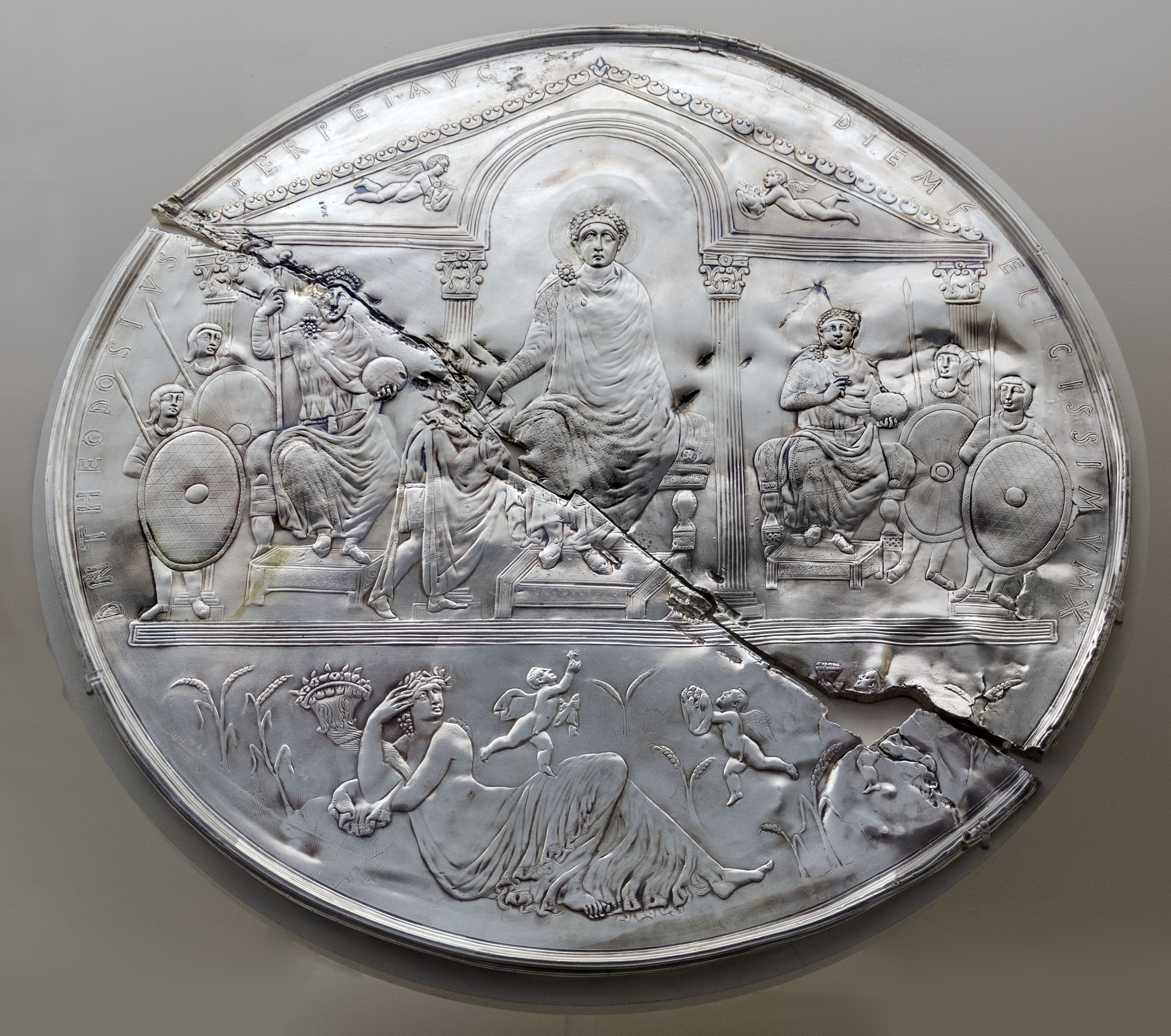
Missorio di Teodosio, con l'arco che incornicia la figura dell'imperatore
Dittico di Stilicone, con l'arco che incornicia la figura del generale e della sua famiglia
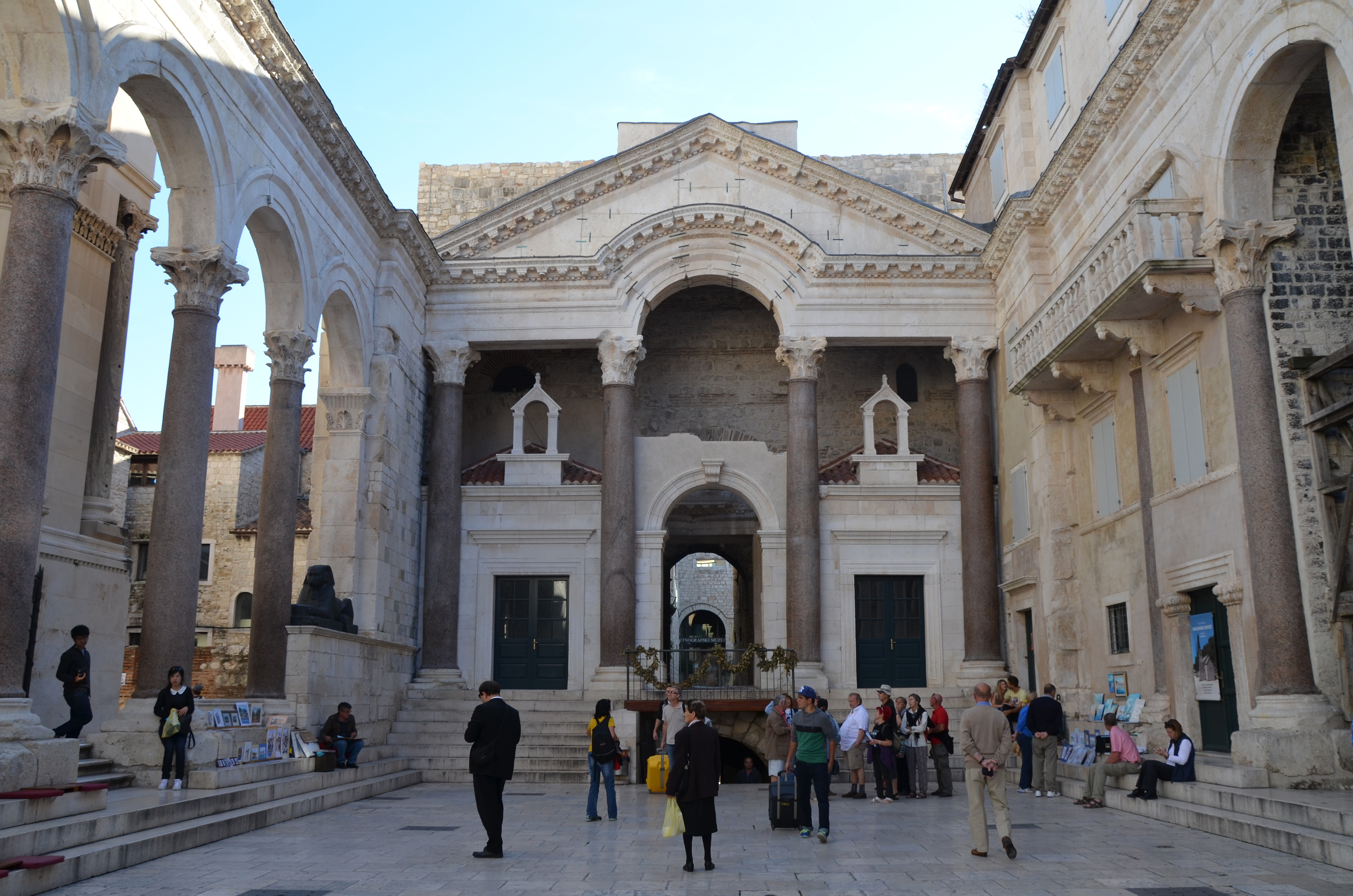
Cortile del Palazzo di Diocleziano a Spalato, con l'arco richiamato nel dittico di Probo

Il sovrano è raffigurato nimbato, con la testa diademata; indossa una lorica muscolata decorata da una testa di Medusa sopra una corta tunica e un paio di alte calzature aperte decorate da una protome leonina. Un balteo (balteus) portato a tracolla regge una spatha dal fodero ingioiellato.
Nella prima valva del dittico l'Imperatore è raffigurato mentre regge con la destra uno stendardo, il labaro con il cristogramma e  l'iscrizione IN NOMINE XPI VINCAS SEMPER, «che tu possa sempre vincere nel nome di Cristo»; con la sinistra regge un globo, sormontato da una Vittoria alata che porte la corona d'alloro del vincitore all'Imperatore stesso. Nella seconda valva del dittico, invece, Onorio regge nella sinistra un lungo scettro e con la destra uno scudo rotondo poggiato a terra.

## Significato del dittico
Ci sono tre caratteristiche principali che distinguono l'iconografia di questo dittico: la prima è 'assenza del dedicante, Probo, in favore dell'Imperatore; la seconda è la raffigurazione di Onorio come imperatore vittorioso; la terza è la prominenza della simbologia cristiana.
Quello di Probo è uno dei pochissimi dittici in cui il dedicante cede il passo a un altro personaggio nelle raffigurazioni: quando il dittico raffigura un personaggio, infatti, è quasi sempre il dedicante, ovvero il magistrato che ha ordinato la produzione del dittico. Anche quando il dittico raffigura l'Imperatore, che è colui che concede la magistratura al dedicante, questi ricopre una figura di secondo piano rispetto al magistrato. Nel dittico di Probo, invece, il magistrato è del tutto assente, se non nell'iscrizione, che però è posta ai piedi dell'Imperatore (in quanto la parte superiore è usata per l'iscrizione di dedicazione a Onorio) e contiene l'inusuale definizione di Probo quale famulus, ovvero «servitore», «schiavo di famiglia».
La seconda peculiarità è la raffigurazione di Onorio in qualità di imperator (comandante dell'esercito) vittorioso. Naturalmente l'iconografia dell'Imperatore vittorioso è molto diffusa nella propaganda imperiale: la produzione numismatica fa uso particolarmente frequente dei simboli della Vittoria associati all'Imperatore regnante. Ma questa iconografia è praticamente assente nell'ambito della produzione privata, come nel caso dei dittici consolari.
Infine, il labaro con la dedica a Cristo occupa una posizione prominente in una delle due valve, tanto che in quella valva l'iscrizione di dedica a Onorio contiene un'abbreviazione della titolatura imperiale (SEMP invece di SEMPER) per lasciare spazio al labaro stesso.
L'accento messo sulla raffigurazione dell'Imperatore come vittorioso concorda con una datazione del dittico a una data successiva alla battaglia di Fiesole, in cui le truppe romane comandate da Stilicone sconfissero i Goti di Radagaiso penetrati in Italia. La tematica cristiana sembra fare riferimento alla fine della politica di tolleranza religiosa che era iniziata con la morte di Teodosio e aveva coinciso con l'assegnazione di molte magistrature ad aristocratici pagani e che è noto essere terminata nel 407 circa; in questo contesto la famiglia degli Anicii, a cui apparteneva Probo e che era ormai nettamente cristiana, era un'alleata importante per Onorio e Stilicone.